# بينكني بيندكت
بينكني بيندكت (بالإنجليزية: Pinckney Benedict) (1964)؛ كاتب سيناريو وروائي أمريكي. درس في جامعة برنستون.